# Droga wojewódzka 269
Die Droga wojewódzka 269 (DW 269) ist eine 59 Kilometer lange Droga wojewódzka (Woiwodschaftsstraße) in der polnischen Woiwodschaft Kujawien-Pommern und der Woiwodschaft Großpolen, die Szczerkowo mit Kowal verbindet. Die Strecke liegt im Powiat Koniński, im Powiat Kolski und im Powiat Włocławski.

## Streckenverlauf
Woiwodschaft Großpolen, Powiat Koniński
-  Szczerkowo (DW 263)
- Sompolinek
- Ośno Dolne

Woiwodschaft Großpolen, Powiat Kolski
- ≈Lubotyń (Lubau)
- Bogusławice

Woiwodschaft Kujawien-Pommern, Powiat Włocławski
- Grochowiska
-  Izbica Kujawska (Mühlental) (DW 270)
- Józefowo
- Chotel
- Błenna

Woiwodschaft Großpolen, Powiat Kolski
- Rybno

Woiwodschaft Kujawien-Pommern, Powiat Włocławski
- Chrustowo
- Cetty (Zetten)
- Strzygi
- Strzyżki
- Huta Chodecka (Hütten)
- Chodecz (Godetz)
- Wola Adamowa
- Choceń (Ehrstätten)
- Zakrzewek (Stauen)
- Wilkowiczki (Wolfswald)
- Czerniewice (Schernhausen)
- Czerniewiczki
-  Kowal (Mühlental) (A 1, DK 91, DW 265)